# Светско првенство у атлетици на отвореном 2013 — 5.000 метара за мушкарце
Трка на 5.000 метара у мушкој конкуренцији на Светском првенству у атлетици 2013. у Москви одржано је 13. и 16. августа на стадиону Лужники.
Титулу светског првака из Тегуа 2011. одбранио је Мохамед Фара из Уједињеног Краљевства.

## Земље учеснице
Учествовао је 31 такмичар из 19 земаља.
1. Аустралија 2
2. Бахреин 1
3. Етиопија 3
4. Шпанија 2
5. Чад 1
6. Еквадор 1
7. Немачка 1
8. Уједињено Краљевство 1
9. Јапан 1
10. Кенија 4
11. Малави 1
12. Мароко 2
13. Мексико 1
14. Норвешка 1
15. Нови Зеланд 2
16. Русија  1
17. Јужноафричка Република 1
18. Уганда 2
19. САД 3

## Освајачи медаља
|                                     |                           |                                |
| Мохамед Фара · Уједињено Краљевство | Хагос Гебривет · Етиопија | Ајзаја Киплангат Коеч · Кенија |

## Рекорди пре почетка Светског првенства 2013.
10. август 2013..
| Светски рекорд             | Кенениса Бекеле           | Етиопија   | 12:37,35 | Хенгело, Холандија | 31. мај 2004.    |
| Рекорд светских првенстава | Елиуд Кипчоге             | , Кенија   | 12:52,79 | Париз, Француска   | 31. август 2003. |
| Најбољи резултат сезоне    | Едвин Чериот Сои          | Кенија     | 12:51,34 | Монако             | 19. јул 2013.    |
| Афрички рекорд             | Кенениса Бекеле           | Етиопија   | 12:37,35 | Хенгело, Холандија | 31. мај 2004.    |
| Азијски рекорд             | Алберт Роп                | Бахреин    | 12:51,96 | Монако             | 19. јул 2013.    |
| Северноамерички рекорд     | Бернард Лагат             | САД        | 12:53,60 | Монако             | 22. јул 2011.    |
| Јужноамерички рекорд       | Марилсон Гомеш дош Сантош | Бразил     | 13:19,43 | Касел, Немачка     | 8. јун 2006.     |
| Европски рекорд            | Мухамед Мурит             | Белгија    | 12:49,71 | Брисел, Белгија    | 25. август 2000. |
| Океанијски рекорд          | Крег Мотрам               | Аустралија | 12:55.76 | Лондон, УК         | 30. јул 2004.    |

### Најбољи резултати у 2013. години
Десет најбржих атлетичара 2013. године  на 5.000 метара, пре почетка светског првенства (10. августа 2013) заузимало је следећи пласман.
| 1.  | Едвин Чериот Сои        | Кенија   | 12:51,34 | 19. јул |
| 2.  | Алберт Роп              | Кенија   | 12:51,96 | 19. јул |
| 3.  | Јенев Аламирев          | Етиопија | 12:54,95 | 6. јун  |
| 4.  | Хагос Гебривет          | Етиопија | 12:55,73 | 6. јун  |
| 5.  | Ајзаја Киплангат Коеч   | Кенија   | 12:56,08 | 19. јул |
| 6.  | Томас Пкемеји Лонгосива | Кенија   | 12:59,81 | 19. јул |
| 7.  | Lawi Lalang             | Кенија   | 13:00,95 | 19. јул |
| 8.  | Џон Кипкоеч             | Кенија   | 13:01,64 | 6. јун  |
| 9.  | Муктар Едрис            | Етиопија | 13:03,69 | 27. јун |
| 10. | Калеб Мванганги Ндику   | Кенија   | 13:03,80 | 6. јун  |

Такмичари чија су имена подебљана учествовали су на СП.

## Квалификационе норме
| А норма  | Б норма  |
| -------- | -------- |
| 13:15,00 | 13:20,00 |

## Сатница
| Датум           | Време | Коло          |
| --------------- | ----- | ------------- |
| 13. август 2013 | 10:20 | Квалификације |
| 18. август 2013 | 20:45 | Финале        |

Сва времена су по локалном времену (UTC+4)

## Резултати
| Легенда: | КВ | Квалификовани по пласману | кв | Квалификовани по резултату | НР | Национални рекорд | ЛР | Лични рекорд | ЛРС | Лични рекорд сезоне |

### Квалификације
У квалификацијама такмичари су подељени у две групе. У финале су се квалификовала по пет првопласирана из обе групе (КВ) те још пет такмичара са најбољим резултатима (кв).,
| Пласман | Група | Атлетичар               | Држава                 | Време    | Белешке |
| ------- | ----- | ----------------------- | ---------------------- | -------- | ------- |
| 1       | 2     | Муктар Едрис            | Етиопија               | 13:20,82 | КВ      |
| 2       | 2     | Едвин Чериот Сои        | Кенија                 | 13:21,44 | КВ      |
| 3       | 2     | Ајзаја Киплангат Коеч   | Кенија                 | 13:22,19 | КВ      |
| 4       | 1     | Хагос Гебривет          | Етиопија               | 13:23,22 | КВ      |
| 5       | 1     | Јенев Аламирев          | Етиопија               | 13:23,48 | КВ      |
| 6       | 1     | Бернард Лагат           | САД                    | 13:23,59 | КВ      |
| 7       | 2     | Гален Рап               | САД                    | 13:23,91 | КВ      |
| 8       | 2     | Мохамед Фара            | Уједињено Краљевство   | 13:23,93 | КВ      |
| 9       | 1     | Томас Пкемеји Лонгосива | Кенија                 | 13:23,94 | КВ      |
| 10      | 1     | Рајан Хил               | САД                    | 13:24,19 | КВ      |
| 11      | 1     | Елрој Гелант            | Јужноафричка Република | 13:25,07 | кв      |
| 12      | 2     | Дежене Регаса           | Бахреин                | 13:25,21 | кв, ЛРС |
| 13      | 1     | Брет Робинсон           | Аустралија             | 13:25,38 | кв      |
| 14      | 1     | Синдре Бурос            | Норвешка               | 13:26,69 | кв      |
| 15      | 1     | Зејн Робертсон          | Нови Зеланд            | 13:27,89 | кв      |
| 16      | 2     | Othmane El Goumri       | Мароко                 | 13:31,08 |         |
| 17      | 1     | Џон Кипкоеч             | Кенија                 | 13:31,21 |         |
| 18      | 2     | Бен Сент Лоренс         | Аустралија             | 13:33,64 |         |
| 19      | 1     | Филип Кипјеко           | Уганда                 | 13:33,68 |         |
| 20      | 1     | Арне Габијус            | Немачка                | 13:34,26 |         |
| 21      | 2     | Alemayehu Bezabeh       | Шпанија                | 13:34,68 |         |
| 22      | 2     | Byron Piedra            | Еквадор                | 13:35,38 |         |
| 23      | 2     | Yuki Sato               | Јапан                  | 13:37,07 |         |
| 24      | 1     | Aziz Lahbabi            | Мароко                 | 13:37,75 |         |
| 25      | 2     | Дијего Естрада          | Мексико                | 13:48,38 |         |
| 26      | 1     | Серхио Санчез           | Шпанија                | 13:52,05 |         |
| 27      | 2     | Ринас Ахмедев           | Русија                 | 13:58,38 |         |
| 28      | 2     | Џејк Робертсон          | Нови Зеланд            | 14:09,50 |         |
| 29      | 1     | Grevazio Mpani          | Малави                 | 14:15,65 | ЛР      |
|         | 1     | Абдулаје Абделкарим     | Чад                    | НС       |         |
|         | 2     | Мозис Ндијема Кипсиро   | Уганда                 | НС       |         |

### Финале
Финале је одржану у 21:45,
| Пласман | Атлетичар               | Држава                 | Време    | Белешке |
| ------- | ----------------------- | ---------------------- | -------- | ------- |
|         | Мохамед Фара            | Уједињено Краљевство   | 13:26,98 |         |
|         | Хагос Гебривет          | Етиопија               | 13:27,26 |         |
|         | Ајзаја Киплангат Коеч   | Кенија                 | 13:27,26 |         |
| 4       | Томас Пкемеји Лонгосива | Кенија                 | 13:27,67 |         |
| 5       | Едвин Чериот Сои        | Кенија                 | 13:29,01 |         |
| 6       | Бернард Лагат           | САД                    | 13:29,24 |         |
| 7       | Муктар Едрис            | Етиопија               | 13:29,56 |         |
| 8       | Гален Рап               | САД                    | 13:29,87 |         |
| 9       | Јенев Аламирев          | Етиопија               | 13:31,27 |         |
| 10      | Рајан Хил               | САД                    | 13:32,69 |         |
| 11      | Дежене Регаса           | Бахреин                | 13:34,54 |         |
| 12      | Елрој Гелант            | Јужноафричка Република | 13:43,68 |         |
| 13      | Синдре Бурос            | Норвешка               | 13:45,67 |         |
| 14      | Зејн Робертсон          | Нови Зеланд            | 13:46,55 |         |
| 15      | Брет Робинсон           | Аустралија             | 14:03,77 |         |

### Пролазна времена у финалној трци
| Дистанца | Време    | Атлетичар             | Земља                |
| -------- | -------- | --------------------- | -------------------- |
| 1.000 м  | 2:45,12  | Ајзаја Киплангат Коеч | Кенија               |
| 2.000 м  | 5:38,11  | Мохамед Фара          | Уједињено Краљевство |
| 3.000 м  | 8:27,79  | Ајзаја Киплангат Коеч | Кенија               |
| 4.000 м  | 11:04,70 | Јенев Аламирев        | Етиопија             |